# 野村万禄
野村 万禄（のむら まんろく）は狂言方和泉流野村万蔵家の名跡。当世で二世。

## 初世
初世野村万禄

## 二世
二世野村 万禄（にせい　のむら まんろく、1966年（昭和41年） 4月5日-）は狂言方和泉流能楽師。社団法人日本能楽会会員（重要無形文化財総合指定保持者）。萬狂言九州支部代表。公益社団法人能楽協会本部理事　兼　九州支部支部長

### 人物
六世野村万蔵の孫。六世万蔵長女・華子の長男として生まれる。弟子に吉住講。
伯父の初世野村萬（七世野村万蔵の隠居名）に師事。福岡市在住。
2000年、万蔵家当主である従兄・五世万之丞（八世野村万蔵追贈、伯父・萬の長男）の勧めにより、野村万蔵家の別家である「野村万禄家」を50年ぶりに再興。二世野村万禄を襲名。以降は別家として五世万之丞（八世万蔵）を支えた。
2004年に五世万之丞（八世万蔵）が死去した後は五世万之丞の弟の九世野村万蔵（従兄
、伯父・萬の次男）を支えている。
福岡県を中心として九州5県に稽古場を開設するなど、一般にも門戸を開き、狂言の普及・指導に努めている。
福岡市能楽協議会副会長。
福岡教育大学、筑紫女学園大学、福岡女子短期大学、大分大学などで講師を勤めている。

### 略歴
- 1973年：小舞「雪山」 - 初舞台
- 1977年：「痺（しびり）」 - 初シテ
- 1987年：能「翁」 - 面箱披キ
- 1991年：「奈須与一語」 - 披キ
- 1992年：「三番叟」 - 披キ
- 1995年：「釣狐」 - 披キ
- 1996年：新作狂言「死神」 - 文化庁芸術祭優秀賞受賞（従兄の八世万蔵による新作）
- 1998年：「金岡」 - 披キ
- 1999年：新作狂言「赤頭巾」「白雪姫」 - 文化財特別推薦特別賞受賞、ユニセフ特別賞受賞
- 2000年：「花子」 - 披キ、二世野村万禄襲名
- 2002年 : NHK大河ドラマ「利家とまつ〜加賀百万石物語〜」出演
- 2003年：「木六駄」 - 披キ
- 2010年 : 福岡県文化賞奨励部門受賞
- 2013年：FBS福岡放送制作ドラマ「秘密」出演　（主人公の父親）

　　　　　FBS福岡放送　めんたいワイド　コメンテーター　(〜2015年)
- 2014年：劇団ショーマンシップ　「亀井南冥伝」　友情出演　（奴国王役）
- 2022年 : 能楽協会本部理事兼九州支部長就任